# Geheime Marinefunknamenliste
Geheime Marinefunknamenliste (GFL) war der Titel einer Dienstvorschrift der deutschen Kriegsmarine mit der Kurzbezeichnung M. Dv. Nr. 82 (Marine-Dienstvorschrift Nummer 82), die während des Zweiten Weltkriegs gültig war.
Speziell für die deutschen U‑Boote gab es als Auszug aus dieser Vorschrift eine M. Dv. Nr. 82/1 mit dem knappen Titel: GFL U.Boote. Diese war vom Umfang her auf etwa ein Drittel reduziert.

## Zweck
Bei der GFL handelte es sich um ein Codebuch zur Überschlüsselung von Funknamen, also „Adressen“ von Wasserfahrzeugen, beispielsweise U‑Booten wie U 96, oder Dienststellen der Marine, zum Beispiel dem Befehlshaber der U‑Boote (BdU). Die GFL hatte einen Umfang von nahezu 150 Seiten. Klartextbegriffen, wie beispielsweise „BdU“ oder „U 96“, wurden zufällig erscheinende dreistellige Buchstabenkombinationen (Trigramme) zugeordnet. Wie bei allen zweiteiligen Codebüchern, gab es auch hier einen „Teil A“ für den Verschlüssler und einen „Teil B“ für den Entschlüssler. Im Teil A waren die Klartextbegriffe thematisch gegliedert („Befehlshaber“, „Bordstellen“, „Landstellen“) und jeweils alphabetisch sortiert. Im Teil B entsprach die Sortierreihenfolge den Geheimtexttrigrammen.
So befand sich beispielsweise der geheime Funkname des BdU im ersten Abschnitt von Teil A an prominenter Stelle auf Seite 1 als CZM, während dasselbe Trigramm im Teil B unscheinbar zwischen „CZL Sperrprahm MP3“ und „CZN UJ 6098“ auftauchte.
Zumeist wurden die geheimen Marinefunknamen per Morsecode (CW) nicht so „gefunkt“, wie sie in der Liste standen (im Jargon „verschlossen“ genannt), sondern erst nachdem sie in einem zweiten Schritt entweder mit dem „Schlüssel M“ (wie die Schlüsselmaschine „Enigma“ bei der Kriegsmarine genannt wurde) oder einem Handschlüsselverfahren, wie dem Werftschlüssel oder dem Reservehandverfahren, überschlüsselt worden waren.